# Wonotengah
Wonotengah is een bestuurslaag in het regentschap Kediri van de provincie Oost-Java, Indonesië. Wonotengah telt 2778 inwoners (volkstelling 2010).